# Gouvernement Cañellas III
Îles Baléares
Cañellas II Cañellas IV
Le gouvernement Cañellas III (en catalan : Tercer Govern de Gabriel Cañellas) est le gouvernement des îles Baléares du 6 juillet 1991 au 4 juillet 1995, sous la IIIe législature du Parlement.

## Historique
Ce gouvernement est dirigé par le président des îles Baléares conservateur sortant Gabriel Cañellas. Il est constitué du Parti populaire (PP) et de l'Union majorquine (UM). Ensemble, il dispose de 31 députés sur 59, soit 52,5 % des sièges du Parlement.
Il est formé à la suite des élections parlementaires du 26 mai 1991.

### Formation
Le 28 juin 1991, Gabriel Cañellas remporte le vote d'investiture au Parlement par 32 voix favorables et 27 contre. Nommé président le 29 juin suivant, le nouveau gouvernement de Gabriel Cañellas entre en fonctions le 6 juillet.

## Composition

### Initiale
| Fonction                                                        | Titulaire | Titulaire                                           | Parti |
| --------------------------------------------------------------- | --------- | --------------------------------------------------- | ----- |
| Président                                                       |           | Gabriel Cañellas i Fons                             | PP    |
| Vice-président (jusqu'au 22/09/1991)                            |           | Joan Huguet i Rotger                                | PP    |
| Conseiller adjoint à la Présidence                              |           | Francesc Gilet Girart                               | PP    |
| Conseiller à l'Économie et aux Finances                         |           | Alejandro Forcades Juan                             | PP    |
| Conseiller à la Fonction publique                               |           | Juan Simarro Marqués                                | PP    |
| Conseillère à la Culture, à l'Éducation et aux Sports           |           | Maria Antònia Munar i Riutort (jusqu'au 10/09/1992) | UM    |
| Conseiller à l'Agriculture et à la Pêche                        |           | Pere Joan Morey Ballester                           | UM    |
| Conseiller à la Santé et à la Sécurité sociale                  |           | Gabriel Oliver Capó                                 | Sans  |
| Conseiller aux Travaux publics et à l'Aménagement du territoire |           | Jerónimo Sáiz Gomila                                | PP    |
| Conseiller au Tourisme                                          |           | Jaume Cladera Cladera                               | Sans  |
| Conseiller au Commerce et à l'Industrie                         |           | Cristóbal Triay Humbert                             | PP    |
| Conseiller au Travail et aux Transports                         |           | Lorenzo Oliver Quetglas                             | PP    |
| Conseiller sans portefeuille                                    |           | Mariano Matutes Riera                               | Sans  |

### Remaniement du30 septembre 1992
- Les nouveaux conseillers sont indiqués en gras, ceux ayant changé d'attributions en italique.

| Fonction                                                        | Titulaire | Titulaire                             | Parti |
| --------------------------------------------------------------- | --------- | ------------------------------------- | ----- |
| Président                                                       |           | Gabriel Cañellas i Fons               | PP    |
| Conseiller adjoint à la Présidence                              |           | Francesc Gilet Girart                 | PP    |
| Conseiller adjoint à la Présidence                              |           | Rosa Estaràs Ferragut (22/04/1993)    | PP    |
| Conseiller à l'Économie et aux Finances                         |           | Alejandro Forcades Juan               | PP    |
| Conseiller à la Fonction publique                               |           | José Antonio Berastain Díez           | PP    |
| Conseiller à la Culture, à l'Éducation et aux Sports            |           | Bartomeu Vidal Pons                   | UM    |
| Conseiller à la Culture, à l'Éducation et aux Sports            |           | Bartomeu Rotger Amengual (10/02/1993) | UM    |
| Conseiller à l'Agriculture et à la Pêche                        |           | Pere Joan Morey Ballester             | UM    |
| Conseiller à la Santé et à la Sécurité sociale                  |           | Gabriel Oliver Capó                   | Sans  |
| Conseiller aux Travaux publics et à l'Aménagement du territoire |           | Jerónimo Sáiz Gomila                  | PP    |
| Conseiller au Tourisme                                          |           | Jaume Cladera Cladera                 | Sans  |
| Conseiller au Commerce et à l'Industrie                         |           | Cristóbal Triay Humbert               | PP    |
| Conseiller au Travail et aux Transports                         |           | Lorenzo Oliver Quetglas               | PP    |
| Conseiller sans portefeuille                                    |           | Mariano Matutes Riera                 | Sans  |

### Remaniement du21 juin 1993
- Les nouveaux conseillers sont indiqués en gras, ceux ayant changé d'attributions en italique.

| Fonction                                                        | Titulaire | Titulaire                   | Parti |
| --------------------------------------------------------------- | --------- | --------------------------- | ----- |
| Président                                                       |           | Gabriel Cañellas i Fons     | PP    |
| Vice-présidente, secrétaire du gouvernement                     |           | Rosa Estaràs Ferragut       | PP    |
| Conseillère à la Gouvernance                                    |           | Catalina Cirer Adrover      | PP    |
| Conseiller à l'Économie et aux Finances                         |           | Jaume Matas i Palou         | PP    |
| Conseiller à la Fonction publique                               |           | José Antonio Berastain Díez | PP    |
| Conseiller à la Culture, à l'Éducation et aux Sports            |           | Bartomeu Rotger Amengual    | UM    |
| Conseiller à l'Agriculture et à la Pêche                        |           | Pere Joan Morey Ballester   | UM    |
| Conseiller à la Santé et à la Sécurité sociale                  |           | Bartomeu Cabrer Barbosa     | PP    |
| Conseiller aux Travaux publics et à l'Aménagement du territoire |           | Bartomeu Reus Beltrán       | PP    |
| Conseiller au Tourisme                                          |           | Juan Flaquer Riutort        | PP    |
| Conseiller au Commerce et à l'Industrie                         |           | Cristóbal Triay Humbert     | PP    |
| Conseiller sans portefeuille                                    |           | Mariano Matutes Riera       | Sans  |